# Rosa Vásquez Espinoza
Rosa Vásquez Espinoza és una biòloga química i conservacionista peruana. Va fundar Amazon Research Internacional, una organització centrada en la investigació i conservació de la biodiversitat a la selva amazònica. El seu treball integra el coneixement ecològic tradicional amb la ciència moderna, tot posant èmfasi en les pràctiques sostenibles i la col·laboració comunitària.

## Primera vida i educació
Rosa Vásquez Espinoza va néixer al Perú, però té arrels familiars tant als Andes com a la selva amazònica. En la seva educació va jugar un rol molt rellevant la seva àvia, una curandera tradicional dels Andes que basava la seva activitat en les plantes medicinals per crear remeis. Aquesta exposició primerenca a la medicina natural i les tradicions culturals van inspirar Vásquez Espinoza i més tard van influir en la seva carrera científica.
Vásquez Espinoza va assistir a l'escola a Lima, però va passar els estius a l'Amazònia i els Andes, experimentant la vida rural i interactuant amb la biodiversitat local. Va rebre una beca per assistir a Tennessee Tech, on va obtenir una llicenciatura en biologia i química el 2015. Més endavant, va completar un doctorat en biologia química per la Universitat de Michigan.
Del 2016 al 2022, Vásquez Espinoza va treballar al laboratori de ciències de la vida de la Universitat de Michigan amb David H. Sherman, investigador postdoctoral. El 2019, es va unir a una expedició científica a la shanay-timpishka per estudiar el seu ecosistema únic. Durant el viatge, va recollir mostres d'aigua, sediments i microbis, cosa que li va permetre documentar diferents condicions ambientals, com la temperatura i la llum solar per entendre millor els microorganismes que prosperen a la calor extrema del riu.

## Carrera
Rosa Vásquez Espinoza és una biòloga química  centrada a explorar la biodiversitat en ecosistemes extrems, especialment la selva amazònica. La seva investigació se centra en els microorganismes i les abelles sense agullós, per això examina els seus papers ecològics i les aplicacions potencials en medicina i conservació. Va fundar Amazon Research Internacional, un institut dedicat a la recerca col·laborativa i la integració del coneixement tradicional amb la ciència moderna.
Els projectes de Rosa Vásquez inclouen el mapeig de poblacions d'abelles sense agullós i l'estudi de les propietats químiques de la seva mel, que han demostrat possibles beneficis medicinals. Col·labora amb comunitats indígenes, incorporant els seus coneixements i pràctiques a les estratègies de conservació. Les seves col·laboracions s'estenen a institucions acadèmiques i responsables polítics, centrant-se en la preservació de la biodiversitat i la sostenibilitat.
Vásquez Espinoza ha participat en iniciatives per abordar els impactes de la desforestació, el canvi climàtic i els contaminants ambientals a l'ecosistema de l'Amazònia. Ha contribuït als esforços legislatius que defensen la protecció de les abelles sense agullós al Perú, amb l'objectiu de millorar la conservació i donar suport a les economies locals. El desembre de 2024, la BBC va incloure-la en la seva llista 100 Women, que reconeix les dones més inspiradores i influents de l'any a escala mundial.